# Divisão N.º 5 (Alberta)
A Divisão N.º 5 é uma das divisões do censo da província canadense de Alberta, conforme definido pela Statistics Canada. A divisão está localizada no centro-norte da Região Sul de Alberta, e a sua maior comunidade é o município de Strathmore.